# Thomasville Furniture Industries
Thomasville Furniture Industries fue un fabricante de muebles con sede en Thomasville, Carolina del Norte, con galerías dedicadas en más de 400 tiendas de muebles minoristas. Además, hay 30 tiendas Thomasville Home Furnishing que solo llevan productos de Thomasville. La compañía había sido una subsidiaria de Clayton, Misuri-con sede en Furniture Brands International desde 1995. Heritage Home Group compró la mayor parte de los activos de esa compañía en 2013 y anunció el fin de las operaciones de Thomasville Furniture en Thomasville en 2014.
Thomasville Cabinetry es creado por MasterBrand Cabinets, Inc. una división de Fortune Brands Home and Security (FBHS). MasterBrand Cabinets produce el producto de la marca Thomasville para Thomasville Furniture Industries en varias instalaciones de América del Norte, y vende la marca Thomasville Cabinetry exclusivamente a través de The Home Depot. Schrock Cabinetry de Illinois, por ejemplo, es un fabricante que fabrica gabinetes vendidos por el Home Depot con el nombre de Thomasville Cabinetry estampado en él.
La famosa Silla Grande, una reproducción de 18 pies de un diseño de Duncan Phyfe (erigido por primera vez en 1922 y reconstruido en 1951) todavía se encuentra en la plaza de la ciudad como símbolo del éxito mutuo de una compañía de sillas ahora famosa - y la ciudad que atesora su apodo, "Chair City".

## Historia
Thomasville Furniture comenzó como Thomasville Chair Company en 1904, haciendo de 500 a 1000 sillas al día en 1905. Thomas Jefferson Finch y Charles F. Finch del condado de Randolph compraron la compañía en 1907.
Lambeth Furniture comenzó en 1901 y fue vendido a Knox Furniture en 1928 y Thomasville Chair en 1932.
En 1968, Thomasville Furniture pasó a formar parte de Armstrong World Industries, que vendió la compañía a Interco (más tarde Furniture Brands International) en noviembre de 1995.
A partir del mercado de muebles high point de la primavera de 2011, Thomasville Furniture Industries trasladó su espacio de showroom desde Thomasville al International Home Furnishings Center. El antiguo edificio de la sede de cinco pisos y 225,000 pies cuadrados, que fue construido en 1958 en East Main Street en Thomasville y también albergó Drexel Heritage, fue puesto a la venta en 2013. Las 100 personas que aún estaban allí iban a ser trasladadas a Eastchester Drive en High Point, donde se encontraban Maitland-Smith y Henredon.
El 21 de enero de 2014, el nuevo propietario de la compañía, Heritage Home Group, anunció que todas las operaciones en Thomasville se cerrarían el 21 de marzo. 84 puestos de trabajo se perderían en la ciudad. La empresa matriz Heritage Home Group, sin embargo, se mudó a Thomasville mientras se terminaban los trabajos en su sede planeada de High Point.
Con la venta de Lane Furniture, Heritage Home Group anunció en 2017 que se reorganizaría en tres grupos. Thomasville &co. incluiría las marcas Thomasville, Drexel y Henredon.
Heritage Home Group planea vender Thomasville &co. a un comprador. El 31 de agosto de 2018, Authentic Brands Group de la ciudad de Nueva York, conocido por comprar negocios en problemas pero también por subcontratación, hizo una oferta.